# Mansion House (metropolitana di Londra)
Mansion House è una stazione della metropolitana di Londra servita dalle linee Circle e District.

## Storia
La stazione fu aperta il 3 luglio 1871 dalla Metropolitan District Railway (MDR, l'attuale linea District) quando l'azienda estese la linea da Blackfriars. La stazione divenne il nuovo capolinea orientale della MDR.
La MDR si collegava alla Metropolitan Railway (MR, in seguito la linea Metropolitan) a South Kensington e, sebbene le due aziende fossero in concorrenza, ciascuna operava i propri treni sui binari dell'altra in un servizio comune chiamato "Inner Circle".
Il 1º febbraio 1872 la MDR aprì una diramazione diretta a nord dalla stazione di Earl's Court per collegarsi alla West London Extension Joint Railway (WLEJR, l'attuale West London Line) con cui si collegava a Addison Road (l'attuale Kensington (Olympia)). Da quella data il servizio "Outer Circle" iniziò ad operare sui binari della MDR. Il servizio era gestito dalla North London Railway (NLR) dal capolinea di Broad Street (oggi demolito) nella City passando per la North London Line fino a Willesden Junction, e poi sulla West London Line fino ad Addison Road e sulla MDR fino a Mansion House.
Dal 1º agosto 1872, il servizio "Middle Circle" iniziò anch'esso ad operare attraverso Westminster partendo da Moorgate lungo i binari della MR sul lato settentrionale dell'Inner Circle fino a Paddington e quindi sui binari della Hammersmith & City Railway (H&CR) fino a Latimer Road quindi, attraverso un collegamento oggi demolito, sulla West London Line fino ad Addison Road e sulla MDR fino a Mansion House. Il servizio fu operato congiuntamente dalla H&CR e dalla MDR.
Il 10 ottobre 1884, la MDR e la MR aprirono congiuntamente la linea verso est fino a Mark Lane (stazione oggi chiusa), completando così l'Inner Circle.
Il 30 giugno 1900, il servizio Middle Circle fu eliminato tra Earl's Court e Mansion House. Il 31 dicembre 1908 fu chiuso anche il servizio Outer Circle.
Negli anni 1920 l'entrata della stazione fu ricostruita su progetto di Charles Holden. Aveva un grande schermo smaltato con il logo della Metropolitana simile alle stazioni che egli stesso progettò per l'estensione verso Morden della City & South London Railway (l'attuale Northern Line), aperte tra il 1924 ed il 1926.
Nel 1949, il servizio Inner Circle operato dalla Metropolitan Line ottenne la propria identità sulla mappa della Metropolitana come Circle Line.
Il 29 ottobre 1989 la stazione fu chiusa per la costruzione di una nuova entrata e per la modernizzazione. Riaprì l'11 febbraio 1991.

## Strutture e impianti
La stazione, che si trova all'incrocio di Queen Victoria Street e Cannon Street, ha diverse uscite con sottopassaggio compresa una su Bow Lane.
La stazione ha tre binari. Un binario in direzione ovest e uno in direzione est sono condivisi dalle linee Circle e District. Il terzo binario è riservato ai treni che arrivano da ovest e fanno capolinea alla stazione di Mansion House.
La stazione ha solo una biglietteria.
Mansion House rientra nella Travelcard Zone 1.

## Curiosità
Le stazioni di Mansion House e di South Ealing sono le uniche stazioni il cui nome contiene tutte e 5 le vocali.